# フィリピン国鉄北方本線
フィリピン国鉄北方本線 (タガログ語: Pangunahing Linyang Pahilaga ng Pambansang Daambakal ng Pilipinas)は、フィリピン国鉄が鉄道施設権をもつ、かつて利用されていた鉄道路線。現在は多くの区間が廃線となっている。フィリピン中部で初の鉄道であった。

## 歴史

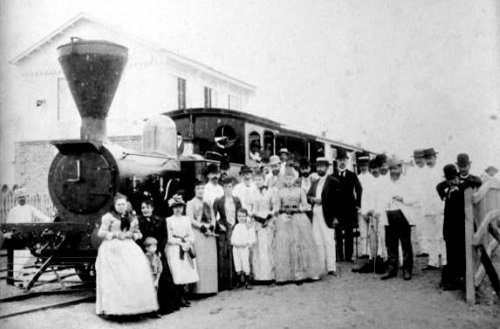
マニラダグパン鉄道の前に立つスペイン系フィリピン人(1885年ごろ)

マニラ-ダグパン鉄道の最初となる部分は、1875年1月26日にスペインのアルフォンソ8世の命令によって、ドン・エドゥアルド・ロペス・ナザロ(Don Eduardo Lopez Navarro)が提案したルソン島全体の鉄道計画案の一部であった。計画は1887年1月1日に認可され、7月31日にトゥトゥバン駅の建設が開始され、鉄道の建設が始まった。
1881年3月24日にマニラからバグバグまで、1892年2月2日にマバラカットまで、6月1日までにタルラックまで、11月24日にダグパンまで開通し、パンパンガ橋梁は工事がすべて終わった1894年に完成してマニラからダグパンまでが直通できるようになった。バグバグからマバラカットまでの鉄道部分は1892年2月2日のマバラカット町祭りに合わせて完成し、カルピットとアパリット間でラフトフェリーを介したマニラからマバラカットまでの営業を行っている。しかし、1892年の営業時カルピットとアパリットの間のパンパンガ橋梁が建設中でありマニラからの"アルフォンソ8世"列車が到着しなかったため、いくつかの資料によるとマニラ-ダグパン鉄道は1894年に始まったとしている。
その後も徐々に北方に延伸され、1929年5月16日にラウニオン州サンフェルナンドで完成した。

### スディペン延伸
日本占領期の1943年、路線はさらに北のラウニオン州スディペンまで延伸され、ベンゲット州マンカヤンにある鉱山との間で鉄道が利用された。第二次世界大戦後この路線は解体され、損傷した路線の修理のため線路や鋼鉄が利用された。このような部材を利用した特徴的な構造物は、南方線にあるPalicpic-Ayungin河川橋である。路線の始点はサン・フェルナンドU駅の前にあった。

### バクノタン延伸
バクノタン線
バクノタンへの路線は1955年に開業し、マニラ-サンフェルナンドの延長路線ではなく支線として機能した。そのほとんどは貨物輸送でセブポートランドセメント会社の輸送に使われており、旅客はサンフェルナンドどまりであった。

### 廃止

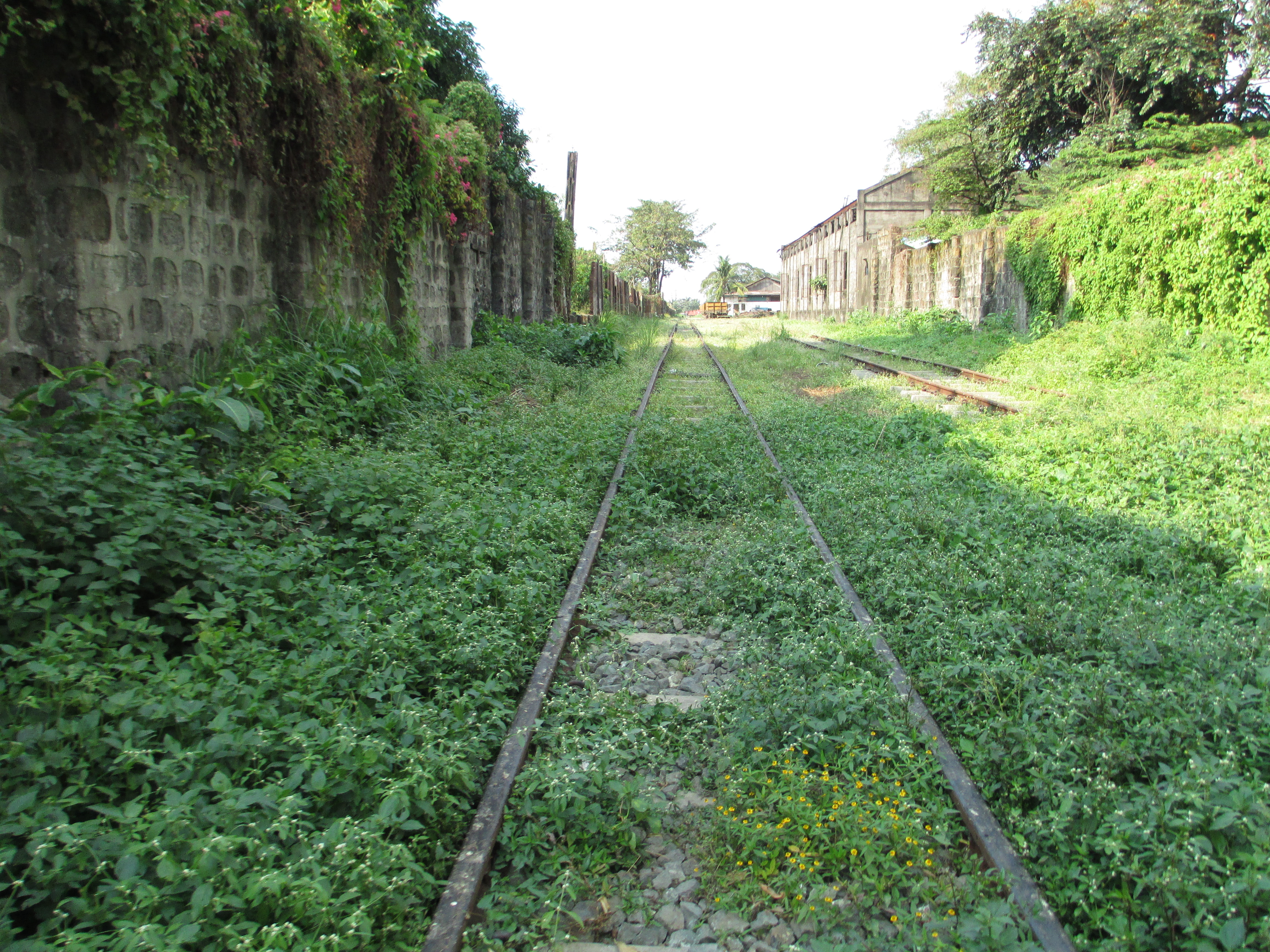
カローカンの北方本線の放棄された線路

その後路線の利用が徐々に減少しサンフェルナンドU-ダグパン間が1983年に停止されており、さらにコラソン・アキノ政権時代には1988年にダグパンｰタルラック間が、1989年にタルラック-マロロス間が運行されなくなり、1991年のピナトゥボ火山の噴火によってさらに運用区間がメイカウアヤンまでとなり、1997年にはほぼ全線で運行が停止された。

### 再建に向けた動き

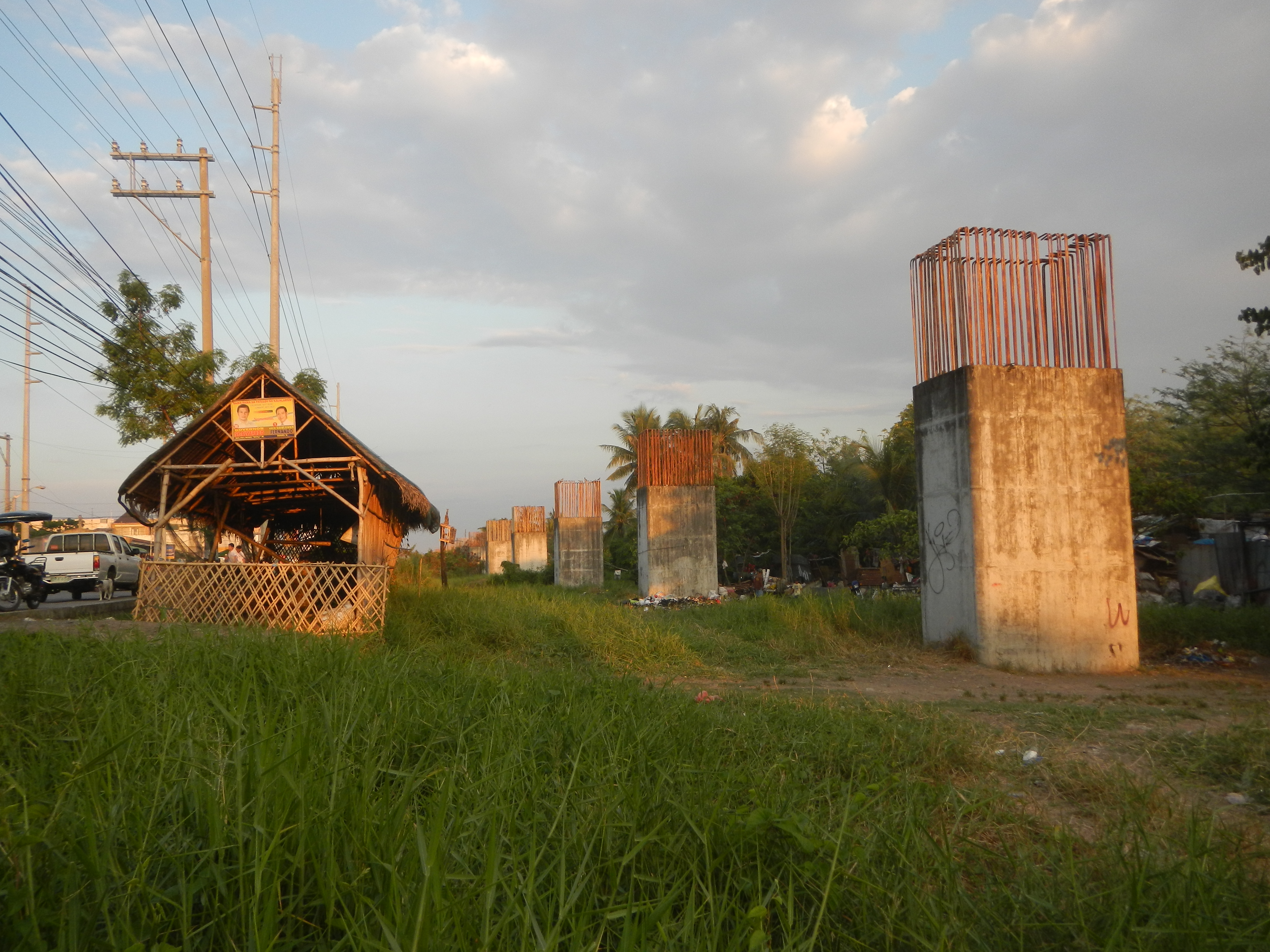
マッカーサーハイウェイの隣に残る古い時代の北方本線計画の跡

かつて考えられていた北方線復旧では、ゲージを狭軌から標準軌に変え高架複線にして、マニラからマロロス、ブラカン、アンヘレス、クラーク特別経済地区、クラーク国際空港を結ぶ計画であった。計画費用は5億USドルであり、中国がこのうち400億ドルを資金供与することを提案していた。建設にむけた事業は2006年11月に始まったが、建設の遅れによって事業自体が再度中国政府によって商談の場に戻された。北ルソン鉄道公社の資金供給により2009年1月に一時的に事業が再開されるも、度重なる建設遅延や請け負った外国企業との論争によって2011年3月に事業は中止された。鉄道計画は2003年にアロヨ政権が中国機械工業集団公司(CNMEC)と締結したもので当初予算は4億2100万ドルの予想であった。2009年、CNMECは契約価格を5億9300万ドルに引き上げ、政府は損失の差額に同意した。政府は計画の資金調達のために4億ドルを中国輸出入銀行から調達しており、残りはフィリピン開発銀行からのものだった。最終的に2011年、アキノ政権は法的問題と汚職との声から計画を中断した。2012年3月、フィリピン最高裁判所は下級裁判所に契約の過剰な費用の取り消しを求める訴訟の審理を進めるように伝えた。2012年以降、財務省は残額を決済する代わりに1億8400万ドルを中国輸出入銀行に支払うこととし、2012年9月までに4600万の4回の同一額の支払いを行った。国家経済開発庁のアルセニオ・バリサカンは認知度の高い北方本線計画はベニグノ・アキノ3世大統領の任期の間続けていくと述べた。
運輸通信省はカナダのCPCSトランスコム社に実行可能性調査を実施してもらい、プロジェクトを再調査した。この事前計画はマロロス-トゥトゥバン-カランバ-ロスバニョスの通勤線の存在によって評価された。
2017年6月25日、式典の場でアーサー・トゥガデ運輸長官によってノースレール計画の名が公表され、最初の5つの駅の場所にマーカーが付けられた。計画は2都市間の移動時間を2時間から55分へ短縮し、学業や労働のために毎日マニラに移動するブラカン州とパンパンガ州からの通勤移動を容易にすることを目標にしている。鉄道路線は総延長106㎞であり、マニラのトゥトゥバンからクラーク国際空港を経由しクラーク経済特別区に到着する計画である。最高時速120㎞の8両編成の列車13編成が導入される予定である。計画費用は約51億米ドルであり、日本の資金供与で調達する。建設は2017年第四四半期に始まり、2021年までに完成する予定である。
更地化などの建設に向けた事業は2018年1月に始まった。

## 使用した列車
北方線には34の機関車、76の客車、16両の荷物車、537両の貨物車があった。乗客は貨物車では真空ブレーキや手動ブレーキを使った。

## 主要駅
| 駅                                | 総延長 | 略号     | 地域                                      | 開始年         |
| --------------------------------- | ------ | -------- | ----------------------------------------- | -------------- |
| トゥトゥバン駅 (マニラ駅)         | 0.0    | MA / TU  | マニラ首都圏、トンド                      | 1891年3月24日  |
| カローカン駅                      | 5.22   | CN       | マニラ首都圏、カローカン                  | 1891年3月24日  |
| ガバナー・パスカル駅 (アカシア駅) |        | ACA      | マニラ首都圏、マラボン、Acacia            |                |
| ヴァレンズエラ駅                  | 11.55  | VAL / PO | マニラ首都圏、ヴァレンズエラ              | 1891年3月24日  |
| メイカワヤン駅                    | 15.01  | MY       | ブラカン州、メイカワヤン                  | 1891年3月24日  |
| マリラオ駅                        | 18.12  | MR       | ブラカン州、マリラオ、Saog                | 1891年3月24日  |
| ボカウエ駅                        | 22.46  | BO       | ブラカン州、ボカウエ                      | 1891年3月24日  |
| バラグタス駅                      | 26.43  | TAS      | ブラカン州、バラグタス                    | 1891年3月24日  |
| ギギント駅                        | 29.11  | GG       | ブラカン州、ギギント、Cruz                | 1891年3月24日  |
| Tabang                            |        |          | ブラカン州、ギギント、Tabang              | 1929           |
| Santa Isabel                      | 33.62  | YS       | ブラカン州、マロロス、サンタ・イザベル    |                |
| Dakila                            |        | DK       | ブラカン州、マロロス、Dakila              | 1929           |
| マロロス駅                        | 37.14  | ML       | ブラカン州、マロロス                      | 1891年3月24日  |
| Longos                            |        |          | ブラカン州、カルンピット、Longos          |                |
| San Marcos                        | 42.98  |          | ブラカン州、カルンピット、San Marcos      | 1929           |
| バグバグ駅                        |        |          | ブラカン州、カルンピット、Iba Este        | 1891年3月24日  |
| カルンピット駅                    | 45.96  | CT       | ブラカン州、カルンピット                  | 1892年2月23日  |
| カルンピット北駅                  |        |          | パンパンガ州、アパリット、Sulipan         | 1892年2月23日  |
| Sulipan                           |        |          | パンパンガ州、アパリット、Sulipan         |                |
| アパリット駅                      | 49.69  | AP       | パンパンガ州、アパリット                  | 1892年2月23日  |
| Macaluc                           |        |          | パンパンガ州、ミナリン                    |                |
| Santo Tomas                       | 58.39  | STP      | パンパンガ州、サント・トーマス            | 1892年2月23日  |
| サンフェルナンドP駅               | 61.61  | SFP      | パンパンガ州、サンフェルナンド            | 1892年2月23日  |
| カルルッツ駅                      | 69.83  | CU       | パンパンガ州、サンフェルナンド、Calulut   | 1892年2月23日  |
| Tablante                          | 73.75  |          | パンパンガ州、サンフェルナンド、Baliti    | 1924           |
| アンヘレス駅                      | 78.44  | AG       | パンパンガ州、アンヘレス                  | 1892年2月23日  |
| Balibago                          |        |          | パンパンガ州、アンヘレス、Balibago        |                |
| ダウ駅                            | 82.81  | DU       | パンパンガ州、マバラカット、Dau           | 1902年11月11日 |
| マバラカット駅                    | 87.10  | MB       | パンパンガ州、マバラカット                | 1892年2月23日  |
| バンバン駅                        | 93.62  | BN       | タルラック州、バンバン                    | 1892年6月1日   |
| カパス駅                          | 102.34 | CA       | タルラック州、カパス                      | 1892年6月1日   |
| Talaga                            |        |          | タルラック州、カパス、Talaga              |                |
| Murcia                            | 109.91 | MU       | タルラック州、コンセプション、San Agustin | 1892年6月1日   |
| San Miguel                        | 112.33 | SM       | タルラック州、タルラック、San Miguel      | 1929年         |
| タルラック駅                      | 119.43 | TR       | タルラック州、タルラック                  | 1892年6月1日   |
| Albendia                          |        |          | タルラック州、タルラック、Alvindia        |                |
| Dalayap                           |        |          | タルラック州、タルラック、Dalayap         |                |
| Parsolingan                       |        |          | タルラック州、ヘロナ、Parsolingan         | 1929年         |
| Amacalan                          |        |          | タルラック州、ヘロナ、Amacalan            |                |
| ゲロナ駅                          | 131.79 | GA       | タルラック州、ヘロナ、                    | 1892年11月24日 |
| パニキ駅                          | 139.52 | PI       | タルラック州、パニキ                      | 1892年11月24日 |
| San Julian                        | 144.3  |          | タルラック州、モンカダ、San Julian        | 1926年8月9日   |
| モンカダ駅                        | 146.78 | MD       | タルラック州、モンカダ                    | 1892年11月24日 |
| Poponto                           | 152.36 | PP       | パンガシナン州、バウティスタ、Poponto     |                |
| バウティスタ駅                    | 161.61 | BT       | パンガシナン州、バウティスタ              | 1892年11月24日 |
| バヤンバン駅                      | 163.39 | BB       | パンガシナン州、バヤンバン                | 1892年11月24日 |
| Quesada                           | 168.70 | QUE      | パンガシナン州、マラシキ、Nalsian Norte   |                |
| Don Pedro                         | 171.27 |          | パンガシナン州、マラシキ、Don Pedro       |                |
| Polong                            |        | PLN      | パンガシナン州、マラシキ、Polong          | 1939           |
| マラシキ駅                        | 175.96 | MQ       | パンガシナン州、マラシキ                  | 1892年11月24日 |
| サン・カルロス駅                  | 182.03 | SC       | パンガシナン州、サン・カルロス            | 1892年11月24日 |
| Buenlag                           | 188.77 |          | パンガシナン州、カラシアオ、Buenlag       |                |
| カラシアオ駅                      | 191.85 | CA       | パンガシナン州、カラシアオ                | 1892年11月24日 |
| ダグパン駅                        | 195.60 | DG       | パンガシナン州、ダグパン                  | 1892年11月24日 |
| Maasin P.                         |        |          | パンガシナン州、マンガルダン、Maasin      | 1939           |
| Mangaldan                         | 202.68 | MN       | パンガシナン州、マンガルダン              | 1908年1月11日  |
| Patalan                           |        |          | パンガシナン州、サン・ファビアン、Patalan | 1939           |
| サン・ファビアン駅                | 207.58 | FA       | パンガシナン州、サン・ファビアン          | 1908年1月11日  |
| Sapdaan                           |        |          | パンガシナン州、サン・ファビアン、Sapdaan | 1939年         |
| アラカン駅                        | 212.85 | AC       | パンガシナン州、サン・ファビアン、Alacan  | 1908年7月5日   |
| Rabon                             | 218.07 | RN       | パンガシナン州、サン・ファビアン、Rabon   | 1908年7月5日   |
| Bani                              | 219.6  |          | ラウニオン州、ロサリオ、Bani              | 1926年6月30日  |
| ダモーティス駅                    | 221.10 | DM       | ラウニオン州、ロサリオ、Damortis          | 1938年         |
| オールド・ダモーティス駅          | 222.20 | ODM      | ラウニオン州、ロサリオ、Damortis          | 1908年11月14日 |
| Cupang                            | 224.85 |          | ラウニオン州、サント・トーマス、Cupang    | 1908年11月14日 |
| Santo Tomas U                     | 227.71 | STU      | ラウニオン州、サント・トーマス            | 1908年11月14日 |
| Agoo                              | 231.96 | GO       | ラウニオン州、アゴー                      | 1908年12月4日  |
| Paraton                           | 235.92 |          | ラウニオン州、アリンガイ、San Pedro       |                |
| San Eugenio                       |        |          | ラウニオン州、アリンガイ、San Eugenio     |                |
| South Aringay                     |        |          | ラウニオン州、アリンガイ、Santa Rita West | 1909年7月26日  |
| アリンガイ駅                      | 240.66 |          | ラウニオン州、アリンガイ                  |                |
| カバ駅                            | 244.61 |          | ラウニオン州、カバ                        | 1912年10月14日 |
| Urayong                           |        |          | ラウニオン州、カバ、Urayong               |                |
| Santiago                          | 250.52 |          | ラウニオン州、バワン、Santiago            | 1912年10月14日 |
| カランバヤ駅                      | 253.62 |          | ラウニオン州、バワン、Calumbaya           | 1912年10月14日 |
| バワン駅                          |        |          | ラウニオン州、バワン                      | 1929年1月16日  |
| Romas                             |        |          | ラウニオン州、バワン、Paringao            | 1931年         |
| セビリア駅                        |        |          | ラウニオン州、サンフェルナンド、Sevilla   | 1929年5月16日  |
| サンフェルナンドU駅               | 265.4  | SFU      | ラウニオン州、サンフェルナンド            | 1929年5月16日  |

カルンピット北駅は1894年までパンパンガ橋が建設されるまでの間の臨時駅でラフトフェリーとの乗り継ぎを行うために建設され、橋梁建設後撤去された。
南アリンガイ駅もナギリアン川の橋が完成するまでの臨時駅であり、バグバグ駅とは違い維持されていない。

## その他
- サンフェルナンドU駅はバクノタン線が作られたときに現在の場所に移動した。
- バウティスタ駅は当初1900年にバヤンバンから切り離されるまでは"バヤンバン集荷場"(Bayambang Mercancias)や"バヤンバンM"(Bayambang M)、"バヤンバン貨物駅"などと呼ばれていた。
- 毎日の普通列車を除いて、マニラからサンフェルナンドUの間は乗客がいる場合普通列車のみがフラッグ・ステーションで停車した。
- マニラからサンフェルナンドUへの普通列車での所要時間は8時間39分で、朝9時30分にマニラを出発し、夕方6時9分に到着した。
- カローカンとバラグタスの間は1929年に複線になる予定であったが実現しなかった。
- アマカラン(Amacalan)、サンジュリアン(San Julian)、ロマス(Romas)は1939年の日誌で登場しない。
- サンジュリアン駅は1937年に姿を消した

## 運賃
マニラ-ダグパン鉄道時代
- 1等料金 = 0.03
- 2等料金 = 0.02
- 3等料金 = 0.01

目的地から目的地までの運賃 (マニラ鉄道会社時代)、サンファビアンから
- Maasin = ₱ 0.09
- Sapdaan = ₱ 0.05
- カバ = ₱ 0.87
- バワン = ₱ 0.81 (Bumalik)

## 註釈
1. ↑  “RP, China break ground for Manila-Ilocos railway”. Malaya. (2004年4月6日).  オリジナルの2010年5月9日時点におけるアーカイブ。
2. 1 2  “Northrail project up for NEDA-ICC approval soon”. Rappler. (2014年8月21日) {{cite news}}: 不明な引数|1=が空白で指定されています。 (説明)⚠
3. ↑  “DOTC eyes elevated railway from Malolos to Los Banos”.   ABSCBN. 2020年6月6日閲覧。
4. ↑  “Archived copy”. 2014年1月2日時点のオリジナルよりアーカイブ。2014年1月1日閲覧。
5. ↑  17 stations of Manila-Clark Railway revealed Rappler. Retrieved 2017-06-25.
6. ↑  DOTr leads marking of Manila-Clark railway’s 5 future stations Philippine Daily Inquirer. Retrieved 2017-06-25.